# Mona Spiegel-Adolf

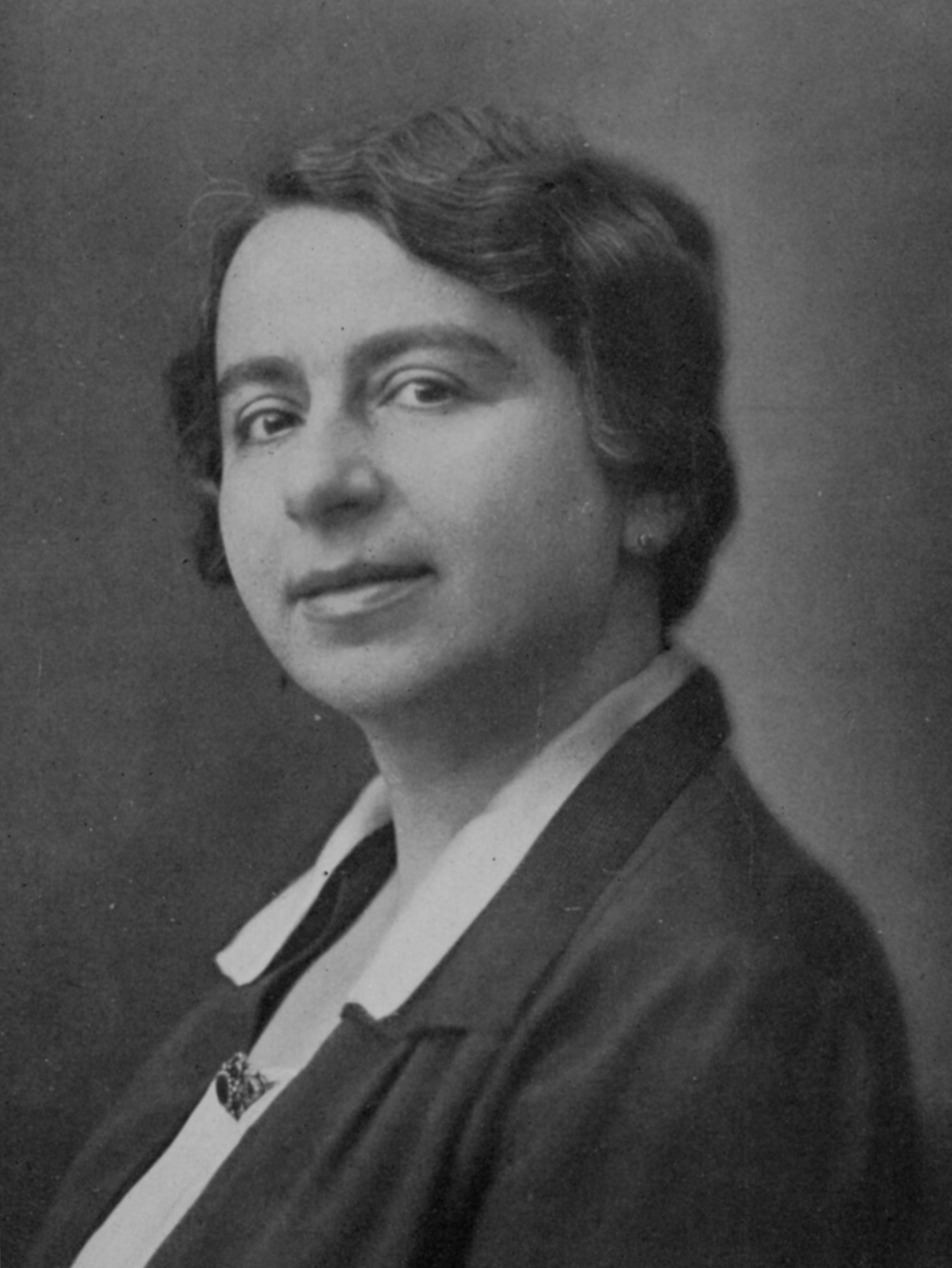
Mona Spiegel-Adolf, um 1930

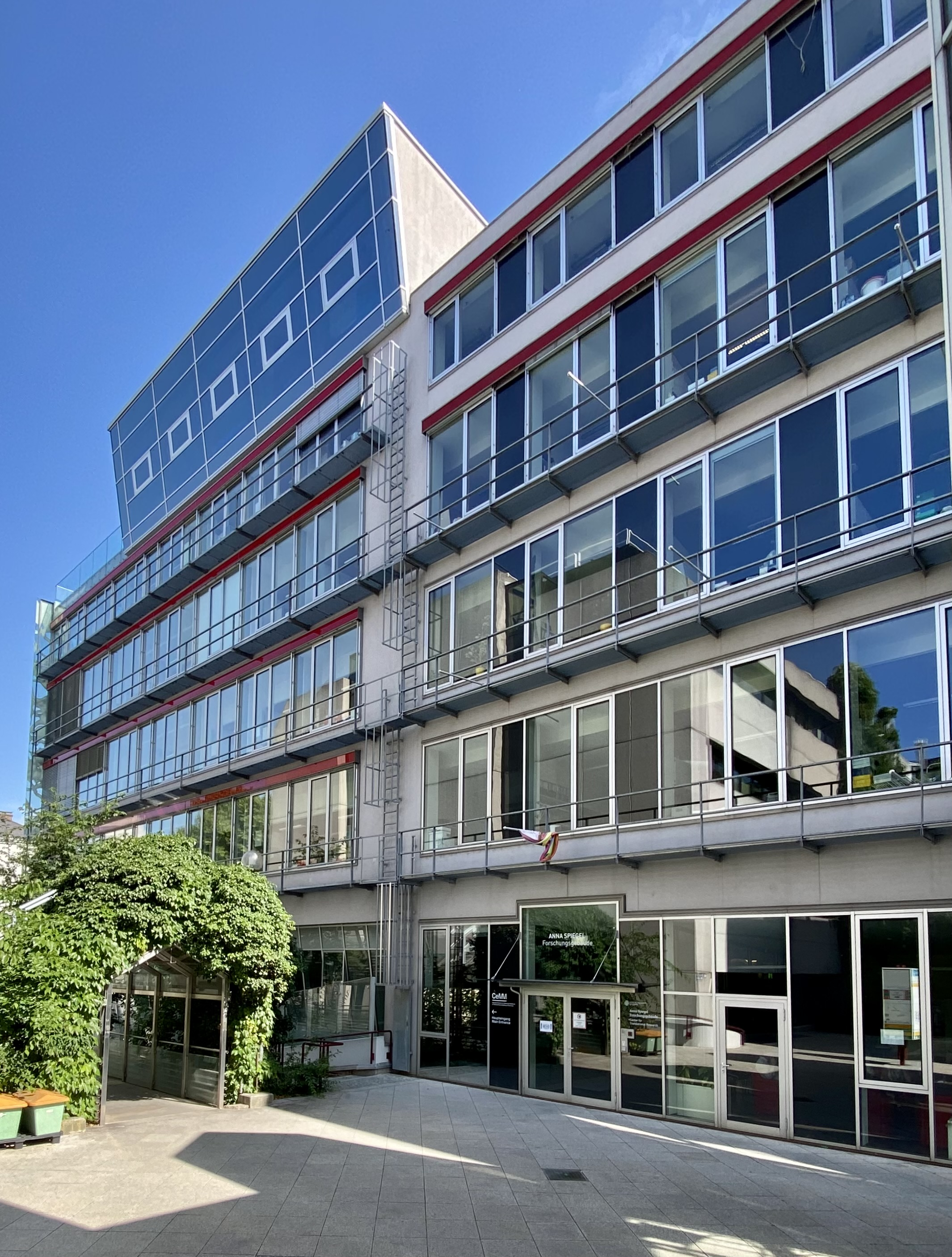
Würdigung: Anna Spiegel Forschungsgebäude (rechts) der Medizinischen Universität Wien

Anna Simona Spiegel-Adolf (* 23. Februar 1893 in Wien, Österreich-Ungarn; † 12. Dezember 1983) war eine österreichisch-US-amerikanische Medizinerin und Chemikerin. 

## Leben
Mona Adolf war eine Tochter des Rechtsanwalts Jacques Adolf. Ihre Mutter war eine Tochter des österreichischen Mathematikers Simon Spitzer. Die Volksschulzeit und den größten Teil der Mittelschule wurde Adolf zuhause unterrichtet. Sie belegte Kurse an der Schwarzwaldschule. Nach Ablegung des Abiturs studierte sie Medizin an der Universität Wien. Gegen Ende des Ersten Weltkriegs wurde ihr Studium durch einen Dienst im Krankenhaus unterbrochen. Schon während des Studiums arbeitete sie am Institut für Histologie und Bakteriologie und am Institut für angewandte medizinische Chemie in Wien. Während des Medizinstudiums lernte sie Ernest Adolf Spiegel kennen, den sie 1925 heiratete.
Ende des Jahres 1918 wurde sie dann in Wien zum Doktor der Medizin promoviert. In der Folgezeit forschte und arbeitete sie in verschiedenen pathologischen Instituten. So zum Beispiel in der Pathologischen Abteilung des Krankenhauses Rudolfstiftung und am Neurologischen Universitätsinstitut. Nebenbei machte sie Praktika in angewandter und medizinischer Chemie. Ab 1923 war sie unbesoldete Assistentin am Universitätslaboratorium für physikalisch-chemische Biologie und arbeitete zeitweise auch im Laboratorium für Lichtbiologie und Lichtpathologie am Physiologischen Institut der Universität Wien sowie am Serotherapeutischen Institut.
1931 wurde Spiegel-Adolf als zweite Frau in Wien in der Medizin habilitiert, im selben Jahr wurde sie als Professorin an die Temple University in Philadelphia berufen, wo sie bis zu ihrer Pensionierung 1966 das Institut für physikalische und Kolloidchemie leitete.
Ihr Mann war schon ein Jahr zuvor an die Temple University gegangen. Ihre Assistentenstelle in Wien behielt sie, wobei sie sich immer wieder von ihrer Verpflichtung zu Vorlesungen in den USA beurlauben lassen musste. Unter der Herrschaft des Nationalsozialismus wurde Spiegel-Adolf verfolgt, 1938 wurde ihre Venia legendi widerrufen und sie wurde von der Universität Wien vertrieben. Somit blieb sie nun ganz in den USA, deren Staatsbürgerschaft sie 1934 erhalten hatte.

## Schriften (Auswahl)
- Pathologische Steinbildung vom Kolloid-Chemischen Standpunkt. In: Journal of molecular medicine, Bd. 5, 1926, S. 1257–1260.
- zusammen mit A. Fernau: Ultramikroskopische Untersuchung der Wirkung Durchdringender Radiumstrahlung auf Pseudoglobulin. In: Journal of molecular medicine, Bd. 6, 1927, Nr. 38, S. 1798–1800.
- zusammen mit W. Hausmann: Über Lichtschutz Durch vorbestrahlte Eiweisslösungen. In: Journal of molecular medicine, Bd. 6, 1927, Nr. 46, S. 2182–2184.
- Die Globuline, Dresden [u. a.]: Steinkopff 1930 (Handbuch der Kolloidwissenschaft in Einzeldarstellungen; 4).
- [Autobiographie]. In: Elga Kern (Hg.): Führende Frauen Europas, Neue Folge, München: Reinhardt 1930, S. 52–63.
- zusammen mit George C. Henry: X-Ray diffraction studies in biology and medicine, New York: Grune & Stratton 1947.